# Pyramiden von Melnik

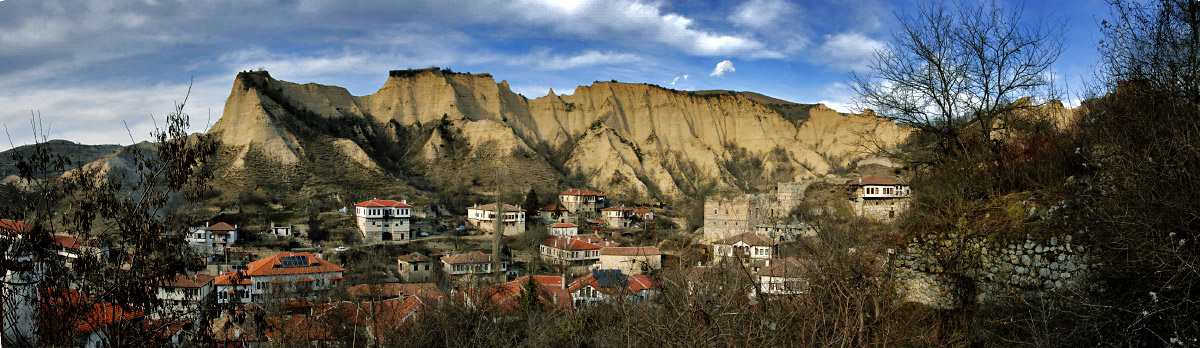
Die Pyramiden von Melnik

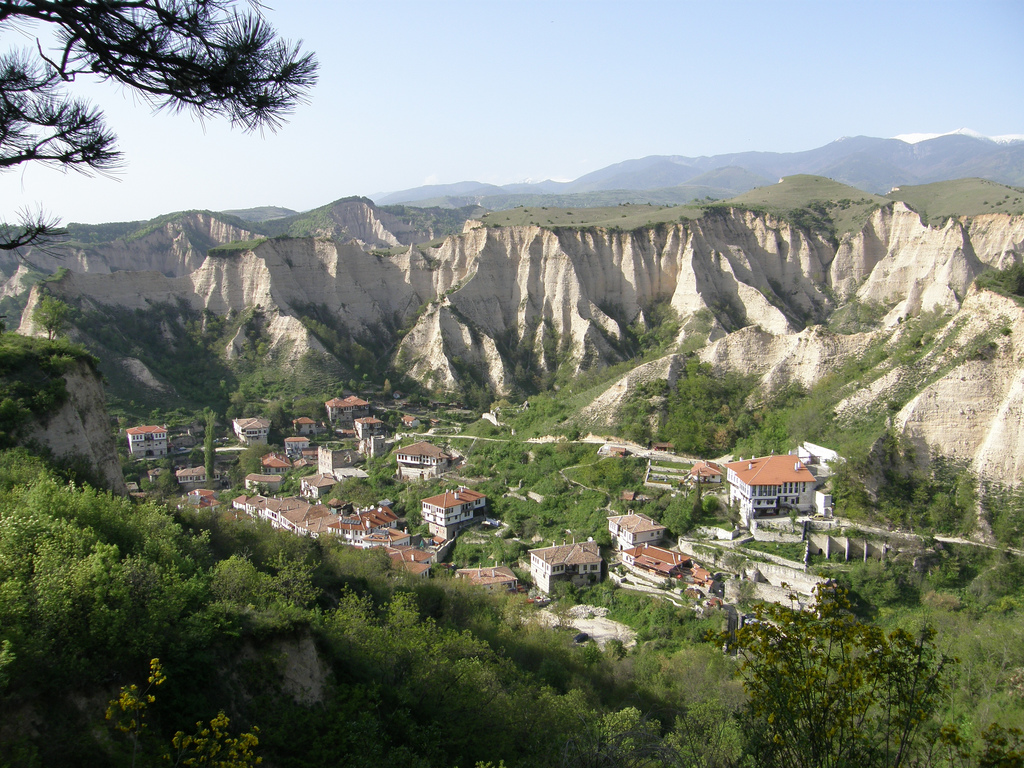
Melnik und die Sandsteinpyramiden

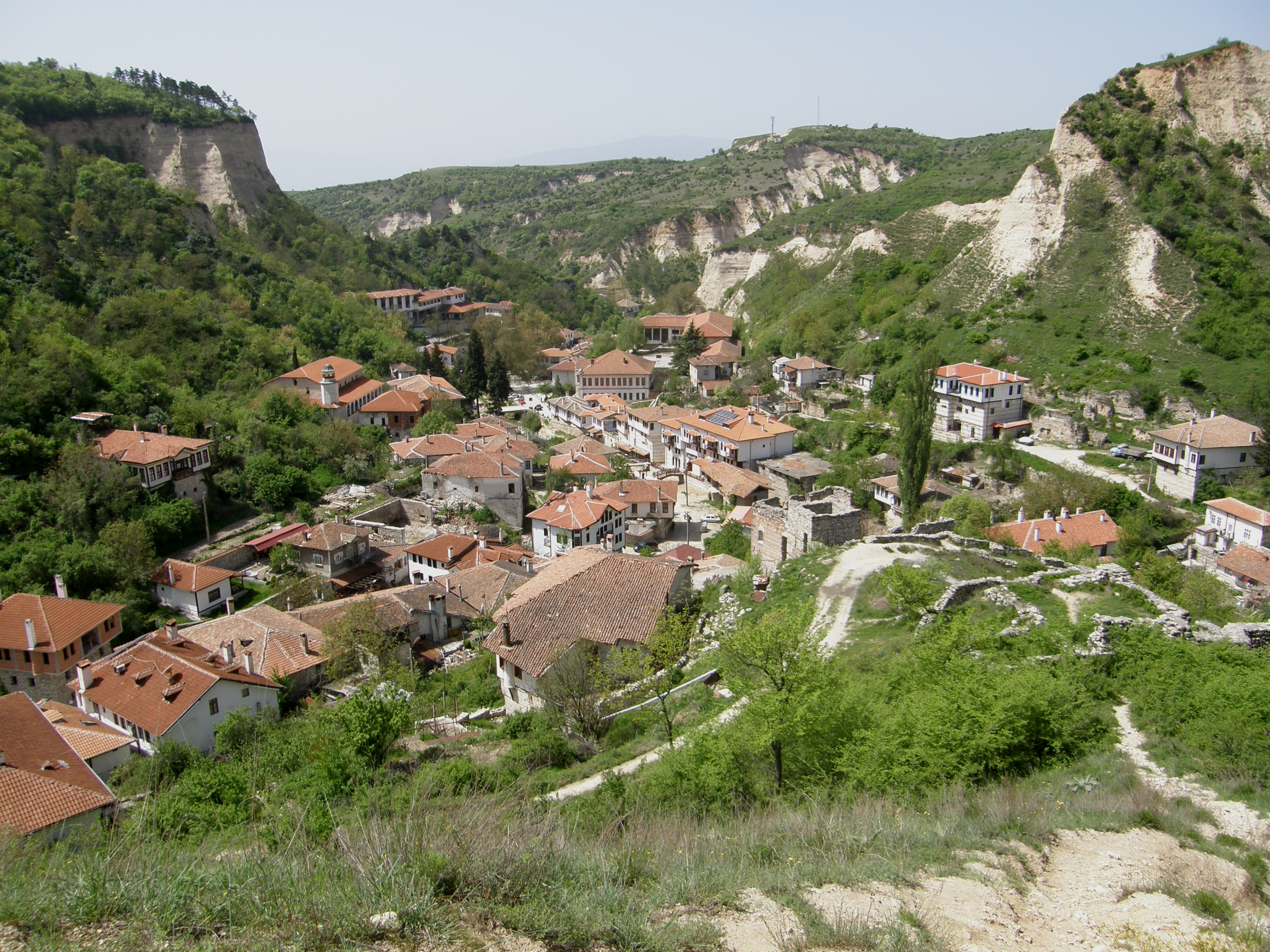
Melnik zwischen den verwitterten Sandsteinformationen

Die Pyramiden von Melnik (bulgarisch Мелнишки пирамиди Melnischki piramidi) sind ein Naturphänomen aus stark ausgewaschenen Erdpyramiden, hoch aufragende Sandsteinpfeiler, aus einem Sand-Lehm-Gemisch an den südwestlichen Ausläufern des Piringebirges, in der unmittelbaren Umgebung der sehr kleinen bulgarischen Stadt Melnik.

## Lage
Nach Kulata an der bulgarisch-griechischen Grenze sind es 17 km Luftlinie nach Süden. Bis zur Gemeindestadt Sandanski im Nordwesten sind es 20 km; die Fernverkehrsstraße Sofia – Athen ist 12 km entfernt. Das Kloster Roschen liegt 6 km nordöstlich der Pyramiden von Melnik. Die ganze weitere Umgebung von Melnik ist mit verstreuten Gruppen von erodierten Erdpyramiden übersät, die sich bis zum Kloster Roschen hin erstrecken. Der Wanderweg zum Kloster Roschen (1,5 Wegstunden) führt direkt durch die markanten Sandsteinpfeiler der Melniker Pyramiden.
Die Pyramiden befinden sich in der Oblast Blagoevgrad.

## Geologie
Das Gebiet um Melnik besteht geologisch aus grau-weißem Pliozän-Sand mit Beimischungen von Tonmineralen. Darüber hat sich im Laufe der Zeit eine bis zu 150 m mächtige Schicht aus einem Fels-Sand-Gemisch aus verwitterten Gesteinen aus dem Piringebirge abgelagert. Dort haben sich die Pyramiden gebildet.
Die bizarren Formen der rötlichen Sand- und Kalksteinfelsen (oder Sandpyramiden) von Melnik sind durch Erosion im Karst entstanden. Die Pyramiden erreichen eine Höhe von bis zu 100 m. Typisch sind ihre sandigen, steil abfallenden Wände, die stellenweise senkrecht sind. Auf ihren Gipfeln wachsen Laubhölzer und Gräser. Der Boden besteht aus einem Sand-Lehm-Gemisch. Die Pyramiden von Melnik sind noch im Entstehen begriffen und ihr Erscheinungsbild und ihre Form ändert sich allmählich. 1960 wurden sie zu einem geschützten Naturobjekt Bulgariens erklärt. Das geschützte Gebiet umfasst heute eine Fläche von 13.579,14 ha. Das geschützte Gebiet mit den Sandsteinpyramiden erstreckt sich in der Umgebung von Melnik, reicht nach Norden bis zu den Dörfern Gorna Suschiza (bulgarisch Горна Сушица) und Paskarewo (bulgarisch Паскарево) und nach Süden bis zu den Dörfern Katunzi (bulgarisch Катунци) und Kalimanzi (bulgarisch Калиманци). Das Gelände ist bergig und von stark verwaschenen Bergrücken durchzogen. In der Nähe liegt das Kloster Roschen.
Ähnliche Formen wie bei den Pyramiden von Melnik haben sich bei den Erdpyramiden bei dem Dorf Karlanowo herausgebildet. Andere zählen diese Pyramiden noch zu den Pyramiden von Melnik. Die Pyramidengruppe unweit des Dorfes Karlanowo (bulgarisch Кърланово) ist sehr bekannt. Die dortigen Sandsteinpyramiden sind besonders groß und in unmittelbarer Nähe gibt es ein Erholungsheim und weitere Touristenunterkünfte. Das Kloster Roschen liegt 3 km weiter südlich.
Außer den eigentlichen Pyramiden mit der Form einer „ägyptischen Pyramide“ gibt es in der Umgebung von Melnik auch andere Felsformationen, wie pilzförmige Felsen, Felsnadeln und Konen.
Eine ähnliche Formation befindet sich im Rilagebirge bei dem Dorf Stob – die Pyramiden von Stob.

## Pflanzen
Der größte Teil des Gebietes ist von Gras und Gestrüpp bedeckt. Es sind aber auch Laubwälder mit Flaumeichen (Quercus pubescens), Ungarischen Eichen (Quercus frainetto), Zerreichen (Quercus cerris) und Orientalischen Hainbuchen (Carpinus orientalis) anzutreffen. Es überwiegen jedoch Hainbuchen, die oft eigene Wälder und Gesprüpp bilden, mit eingestreuten mediterranen Pflanzen, wie Wacholder. Eine typische Vegetation für die Pyramiden von Melnik ist der immergrüne Strauch der breitblättrigen Steinlinde (Phillyrea latifolia) gemeinsam mit xerothermen (trockenwarmes Klima, steppen- und wüstenartige Lebensräume) Gräsern. Es sind auch einige kompakte Wälder aus Kermes-Eichen (Quercus coccifera) anzutreffen.

## Vögel
In der Umgebung der Pyramiden von Melnik wurden 113 Vogelarten gezählt, von denen 12 Arten 1985 in das bulgarische Rotbuch für gefährdete Arten aufgenommen wurden. Laut BirdLife International (2004) sind von den angetroffenen Arten 49 Arten von Bedeutung für den europäischen Naturschutz. In die Kategorie SPEC2 (vom Aussterben in Europa betroffen) fallen 19 Arten. In die Kategorie SPEC3 fallen 30 Arten. Für die Kalanderlerche (Melanocorypha calandra) ist das Gebiet der Pyramiden von Melnik eines der wichtigsten Nistgebiete in Bulgarien. Weiterhin sind fünf Vogelarten anzutreffen, die auf ein Biom beschränkt sind: Kappenammer (Emberiza melanocephala), Olivenspötter (Hippolais olivetorum), Mittelmeer-Steinschmätzer (Oenanthe hispanica), Weißbartgrasmücke (Sylvia cantillans) und
Samtkopf-Grasmücke (Sylvia melanocephala).
In der Region gibt es eine größere Nistpopulation von:
- Wespenbussard (Pernis apivorus),
- Adlerbussard (Buteo rufinus),
- Kurzzehenlerche (Calandrella brachydactyla),
- Sperbergrasmücke (Sylvia nisoria),
- Olivenspötter (Hippolais olivetorum),
- Neuntöter (Lanius collurio),
- Heidelerche (Lullula arborea),
- Steinrötel (Monticola saxatilis).

Außer den zwölf Arten Greifvögel, die in der Region nisten, nutzen auch Greifvögel, die im südlichen Piringebirge nisten, diese Region als Jagdgebiet.
Das Vogelschutzgebiet Pyramiden von Melnik ist Teil des Netzes aus Schutzgebietes Natura 2000 und wurde entsprechend den europäischen Vorgaben zum Schutz der Wildvögel eingerichtet. Das Gebiet mit einer Fläche von 13.580 ha umfasst neben Melnik und seiner Umgebung die Gebiete folgender Dörfer, die alle in der Gemeinde Sandanski der Oblast Blagoewgrad liegen:
- Beljowo (bulgarisch Бельово)
- Charsowo (bulgarisch Хърсово)
- Chotowo (bulgarisch Хотово)
- Chrastna (bulgarisch Храсна)
- Dolen (bulgarisch Долени)
- Kalimanzi (bulgarisch Калиманци)
- Karlanowo (bulgarisch Кърланово)
- Kaschina (bulgarisch Кашина)
- Katunzi (bulgarisch Катунци)
- Kowatschewo (bulgarisch Ковачево)
- Ladarewo (bulgarisch Ладарево)
- Laskarewo (bulgarisch Ласкарево)
- Ljubowischte (bulgarisch Любовище)
- Loseniza (bulgarisch Лозеница)
- Petrowo (bulgarisch Петрово)
- Roschen (bulgarisch Рожен)
- Slatolist (bulgarisch Златолист)
- Spantschewo (bulgarisch Горно Спанчево)
- Spatowo (bulgarisch Спатово)
- Sugarewo (bulgarisch Сугарево)
- Suschiza (bulgarisch Горна Сушица)
- Tschereschniza (bulgarisch Черешница)
- Winogradi (bulgarisch Виногради)
- Wranja (bulgarisch Враня)

Koordinaten: 41° 31′ 32″ N, 23° 23′ 41″ O